# Jack Stacey
Jack William Stacey (Bracknell, 6 april 1996) is een Engels voetballer die bij voorkeur als rechtsachter speelt. Hij tekende in juli 2019 een vierjarig contract bij Bournemouth, dat hem overnam van Luton Town.

## Carrière
Stacey stroomde door vanuit de jeugd van Championship-club Reading in 2013, maar brak er niet door in het eerste elftal. In juni 2017 tekende hij na uitleenbeurten aan achtereenvolgens Barnet, Carlisle United en Exeter City een contract bij League One-club Luton Town. Bij deze club speelde Stacey zich in de gratie van Engelse eersteklassers. Luton Town promoveerde aan het einde van het seizoen 2018/2019 naar het Championship, de Engelse tweede divisie. Stacey, een vaste waarde op de positie van rechtsachter, genoot onder meer de belangstelling van Premier League-club AFC Bournemouth, geleid door Eddie Howe.
Stacey zette vervolgens een grote stap in zijn carrière door het Championship gewoon over te slaan en op 8 juli 2019 een verbintenis te ondertekenen met AFC Bournemouth.  Stacey droeg in totaal 95 keer het shirt van Luton Town en scoorde vijf doelpunten. Stacey moest bij AFC Bournemouth tijdens de eerste maanden van het seizoen 2019/2020 aanvoerder Simon Francis, sinds 26 december 2018 aan de kant met een gescheurde kruisband, op de positie van rechtsachter vervangen.
Op 15 september 2019 debuteerde Stacey in de Premier League, een met 3–1 gewonnen thuiswedstrijd tegen Everton. Stacey kreeg die dag de voorkeur boven Adam Smith.